# 조국보위의 노래
조국보위의 노래(祖國保衛의노래)는 조선민주주의인민공화국의 노래로, 조선 인민군을 위한 노래이다.